# Tectocepheus translamellaris
Tectocepheus translamellaris är en kvalsterart som beskrevs av Kardar 1974. Tectocepheus translamellaris ingår i släktet Tectocepheus och familjen Tectocepheidae. Inga underarter finns listade i Catalogue of Life.